# Ninox leucopsis
Ninox leucopsis (сова-голконіг тасманійська) — вид совоподібних птахів родини совових (Strigidae). Ендемік Австралії. Раніше вважався підвидом морепорка, однак за результатами низки молекулярно-філогенетичних досліджень був визнаний окремим видом у 2022 році.

## Опис
Довжина птаха становить 28-30 см. Верхня частина тіла каштанова, поцяткована білуватими або блідо-охристими плямами. Нижня частина тіла рудувато-коричнева, поцяткована білими круглими плямами. Лицевий диск рудувато-коричневий, над очима білі "брови", горло біле. Очі золотисто-жовті, дзьоб і восковиця сіруваті. Лапи покривні коричнюватим пір'ям до основи сірих або сірувато-коричневих пальців, кігті темно-рогові з чорнуватими кінчиками. Голос — двоскладове угукання, схоже на угукання морепорка.

## Поширення і екологія
Тасманійські сови-голконоги мешкають на Тасманії, а також на острові Кінг та на інших островах Бассової протоки. Вони живуть в лісах та в інших лісах масивах, в садах, трапляються поблизу людських поселень. Живляться комахами та іншими безхребетними, а також дрібними птахами і ссавцями.